# Servizio austriaco all'estero
L'associazione servizio austriaco all'estero (Österreichischer Auslandsdienst) ai sensi dell'articolo 12b della legge del servizio civile non a scopo di lucro, è stata fondata nel 1998 dal Dott. Andreas Maislinger. Cerca di trovare collocazioni per cittadini austriaci che prestano servizio civile all'estero. Il servizio civile, che dura normalmente 9 mesi, viene sostituito da un servizio di 12 mesi senza remunerazione presso una delle organizzazioni partner. Ci sono molteplici requisiti funzionali differenti.
Il servizio all'estero è un'istituzione della Repubblica d'Austria che offre ai giovani austriaci un'alternativa al servizio militare, principalmente in campo sociale. Il Verein für Dienste im Ausland cerca di offrire un'alternativa al servizio civile in tre campi diversi:
- Servizio civile Austriaco per la Memoria della Deportazione e della Shoah (Gedenkdienst): si lavora nei centri commemorativi delle vittime del Nazionalsocialismo;
- Servizio sociale austriaco: si lavora a progetti sociali nel mondo per sviluppare lo stato sociale ed economico di un paese;
- Servizio Austriaco per la Pace: il lavoro deve contribuire al mantenimento della pace

Esempi di progetti svolti sono: protezione ambientale, aiuto per bambini di strada, educazione in villaggi del fanciullo, assistenza agli anziani e disabili, assistenza medica, supporto per omosessuali.

## Storia

### Gli Inizi
Negli anni settanta Dott. Andreas Maislinger si impegna per ancorare il Servizio austriaco all´estero nelle leggi austriache. L'obiettivo era, ed ancora è informare la gente sul tempo del fascismo in Austria ed in Germania, e specialmente informare sull´ olocausto.
Il 10 ottobre 1980 Dott. Maislinger ebbe l'opportunità di presentare il suo progetto Servizio Civile a Auschwitz nello show Kreuzverhör, su invito di Anton Pelinka.
Il presidente d´Austria Rudolf Kirchschläger aveva bocciato però l'idea di Maislinger, con la giustificazione 'un austriaco non deve espiare niente a Auschwitz'. Kirchschläger riconobbe il risultato positivo del „Gedenkdienst“ (servizio commemorativo) di Maislinger più tardi.
Nel 1980/81 Maislinger fece parte del progetto „Aktion Sühnezeichen Frieden“. Lavorò insieme con Joachim Schlör nella sezione polacca. Maislinger era un volontario. Durante la sua permanenza in Polonia assistì gruppi di giovani tedeschi al museo „Auschwitz-Birkenau“. Al suo ritorno in Austria, dopo quest´ esperienza, Maislinger era ancor più convinto di realizzare un simile programma in Austria. In questo fu supportato da Simon Wiesenthal, Teddy Kollek, AriRath, Herbert Rosenkranz, Gerhard Röthler e Karl Pfeifer. Più tardi anche uno dei figli di Röthler ha fatto parte del Gedenkdienst.

### La realizzazione
Nel maggio 1991 Mailinger ricevette una lettera dal Ministro degli Interni dell´Austria Franz Löschak con la quale venne informato che il servizio nel Gedenkdienst in futuro sarà ammesso come alternativa ufficiale del servizio militare obbligatorio in Austria e che i finanziamenti necessari, fino ad un certo limite, verranno stanziati dal governo austriaco. Il 1º settembre 1992 la prima recruta Gedenkdiener iniziava il suo servizio a Auschwitz.

### Evoluzione
Dal 1997 è anche possibile fare servizio sociale (Sozialdienst) o servizio per la pace (Friedensdienst) anche al di fuori dell'Austria. Nel 2001, durante il mandato di Ernst Strasser come ministro degli interni nacque la associazione „Auslandsdienst Förderverein“.  Adesso più di 1.000 giovani austriaci hanno fatto il loro servizio civile all´estero. L'organizzazione „Servizio austriaco all´estero“ è l'unica che offre servizio commemorativo, servizio sociale ed anche servizio per la pace in tutti i 5 continenti.

## Gedenkdienst (servizio commemorativo) in Italia
Ci sono 3 sedi attive in Italia. 
- Il Centro di Documentazione Ebraica Contemporanea a Milano
- Il Museo della Deportazione a Prato
- La Fondazione Museo della Shoah a Roma

## Consiglio internazionale
Ernst Florian Winter, presidente
- Argentina: Erika Rosenberg
- Brasile: Alberto Dines
- Germania: Thomas Rabe
- Francia: Michel Cullin
- India: Barbara Nath-Wiser
- Israele: Ben Segenreich
- Italia: Camilla Brunelli
- Stati Uniti d'America: Anna Rosmus
- Svezia: Gerald Nagler
- Ungheria: Gyorgy Dalos

## Sedi d'impiego del Servizio austriaco all'estero
Argentina
- Buenos Aires - Centro de Atencion Integral a la Niñez y Adolescencia (Servizio sociale austriaco)

 Australia
- Melbourne - Jewish Holocaust Museum and Research Centre
- Melbourne - Jewish Museum of Australia

 Belgio
- Bruxelles - European Disability Forum (Servizio sociale austriaco)

 Bielorussia
- Minsk - Belarussian Children's Hospice
- Minsk - 'Dietski dom no. 6' - Kinderheim no.6
- Minsk - Kindergarten for Children with Special Needs

 Bosnia ed Erzegovina
- Sarajevo - Phoenix Initiative (Servizio sociale austriaco)

 Brasile
- Alagoinhas - Associacao Lar Sao Benedito
- Lauro de Freitas - Centro Comunitario Cristo Libertador
- Petrópolis - Casa Stefan Zweig
- Rio de Janeiro - Center for Justice and International Law (CEJIL)

 Bulgaria
- Sofia - Schalom – Organizzazione dei ebrei nella Bulgaria

 Canada
- Montréal - Holocaust Memorial Centre
- Montréal - Kleinmann Family Foundation

 Cile
- Santiago del Cile - CTD Galvarino - Sename

 Cina
- Nanchino - Casa di John Rabe
- Qiqihar - China SOS Children's Village Association
- Shanghai - Center for Jewish Studies

 Costa Rica
- La Gamba - Tropical Field Station La Gamba
- Puntarenas - Finca Sonador - Asociaicón de Cooperativas Europeas Longo Mai
- Puntarenas - Unión de Amigos para la Protección del Ambiente (UNAPROA)
- San Isidro de El General - Asociación Vida Nueva

 Croazia
- Jasenovac - Gedenkstätte KZ Jasenovac

 Francia
- Oradour-sur-Glane - Centre de la Mémoire d´Oradour
- Parigi - La Fondation pour la Mémoire de la Déportation
- Parigi - Amicale de Mauthausen

 Gabon
- Lambaréné - Albert Schweitzer Hospital

 Germania
- Berlino - Museo ebraico di Berlino
- Marburgo - Terra Tech
- Möringen - KZ-Gedenkstätte im Torhaus Möringen
- Monaco di Baviera - Museo ebraico di Monaco

 Giappone
- Hiroshima - Hiroshima Peace Culture Foundation (Friedensmuseum Hiroshima)

 Guatemala
- Quetzaltenango - Instituto de Formacion e Investigacion Municipal,
- Santa Rosita - Casa Hogar Estudiantil ASOL

 India
- Auroville - Auroville Village Action Group (AVAG)]
- Dharmshala - Nishtha - Rural Health, Education and Environment Center
- Dharmshala - Tibetan Children´s Village
- Dharmshala - Tibetan Welfare Office
- Kerala - Mata Amritanandamayi Mission

 Inghilterra
- Londra - Royal London Society for the Blind
- Londra - The National Yad Vashem Charitable Trust
- Londra - Institute of Contempory History and Wiener Library

 Israele
- Gerusalemme - Alternative Information Center
- Gerusalemme - St. Vinzenz-Ein Karem
- Gerusalemme - Yad Vashem

 Italia
- Como - Istituto di Storia Contemporanea "Pier Amato Perretta"(ISC)
- Milano - Centro di Documentazione Ebraica Contemporanea(CDEC)
- Prato - Museo della Deportazione
- Roma - Fondazione Museo della Shoah

La Fondazione Museo della Shoah Onlus nasce nel 2008. La missione del progetto è quella di iniziare la costruzione del Museo Nazionale della Shoah a Roma: Il Museo della Shoah sarà un luogo dove gli allestimenti e la raccolta di documentazione, curati dai maggiori storici contemporanei, permetteranno a visitatori, docenti e studenti di conoscere in profondità cosa è stata la Shoah. I Gedenkdiener austriaci possono aiutare a organizzare mostre, promuovere attività didattiche, compresa la realizzazione di materiali didattici, e partecipare a eventi e convegni sui predetti temi.
 Kenya
- Nairobi - Kenia Water for Health Organisation

 Madagascar
- Antalaha - D'Analalava

 Messico
- in progetto

 Nicaragua
- Condega - La Fraternidad
- Granada - Casa de los tres mundos

 Norvegia
- Oslo - Jodisk Aldersbolig

 Paesi Bassi
- Amsterdam - UNITED for Intercultural Action

 Pakistan
- Lahore - SOS children villages Pakistan
- Lahore - proLoka Pakistan

 Perù
- Huancayo - Teilorganisation des peruanischen Gesundheitsministerium
- Lima - Centro de Información y Educación para la Prevención del Abuso de Drogas (CEDRO)

 Polonia
- Cracovia - Polnische Humanitäre Organisation
- Cracovia - Stiftung Judaica - Zentrum Für Jüdische Kultur
- Cracovia - Galicia Jewish Museum
- Oświęcim - Auschwitz Jewishe Gemeinde

 Romania
- Iași - Nădejdea Copiilor din România
- Timișoara (geplant)

 Russia
- Mosca - Russisches Forschungs- und Bildungszentrum "Holocaust"
- Mosca - SOS Kinderdörfer
- Mosca - Zentrum für soziale Entwicklung und Selbsthilfe Perspektive
- Mosca - Dobroe Delo
- San Pietroburgo - Rehabilitationszentrum „Glaube“

 Stati Uniti
- Detroit - Holocaust Memorial Center
- Houston - Holocaust Museum Houston
- Los Angeles - Los Angeles Museum of the Holocaust
- Los Angeles - Simon Wiesenthal Center
- Los Angeles - USC Shoah Foundation Institute for Visual History and Education
- New York - Gay Men's Health Crisis
- New York - Museum of Jewish Heritage
- New York - Anti Defamation League
- New York - American Jewish Committee
- Reno - Center for Holocaust, Genocide & Peace Studies
- Richmond - Virginia Holocaust Museum
- Saint Petersburg - The Florida Holocaust Museum
- San Francisco - Holocaust Center of Northern California

 Turchia
- Istanbul - Jüdisches Museum Istanbul

 Uganda
- Fort Portal - Mountains of the Moon University (MMU)
- Kabale - Diözese Kabale - Bishops House

 Ungheria
- Budapest - European Roma Rights Centre